# Cucurbita ecuadorensis
Cucurbita ecuadorensis är en gurkväxtart som beskrevs av E.C. Cutler och Whitaker. Cucurbita ecuadorensis ingår i släktet pumpor, och familjen gurkväxter. Inga underarter finns listade i Catalogue of Life.

## Bildgalleri

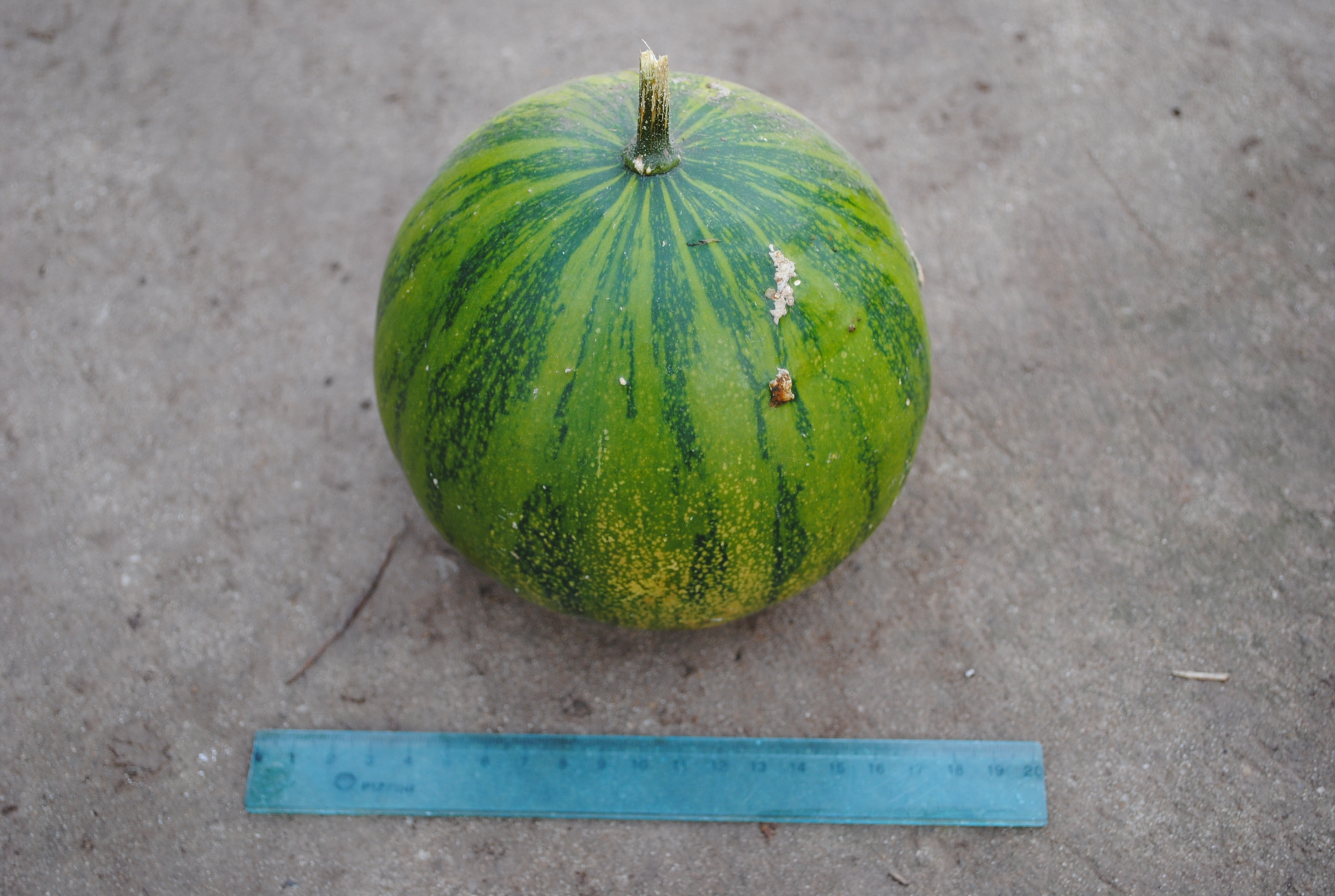
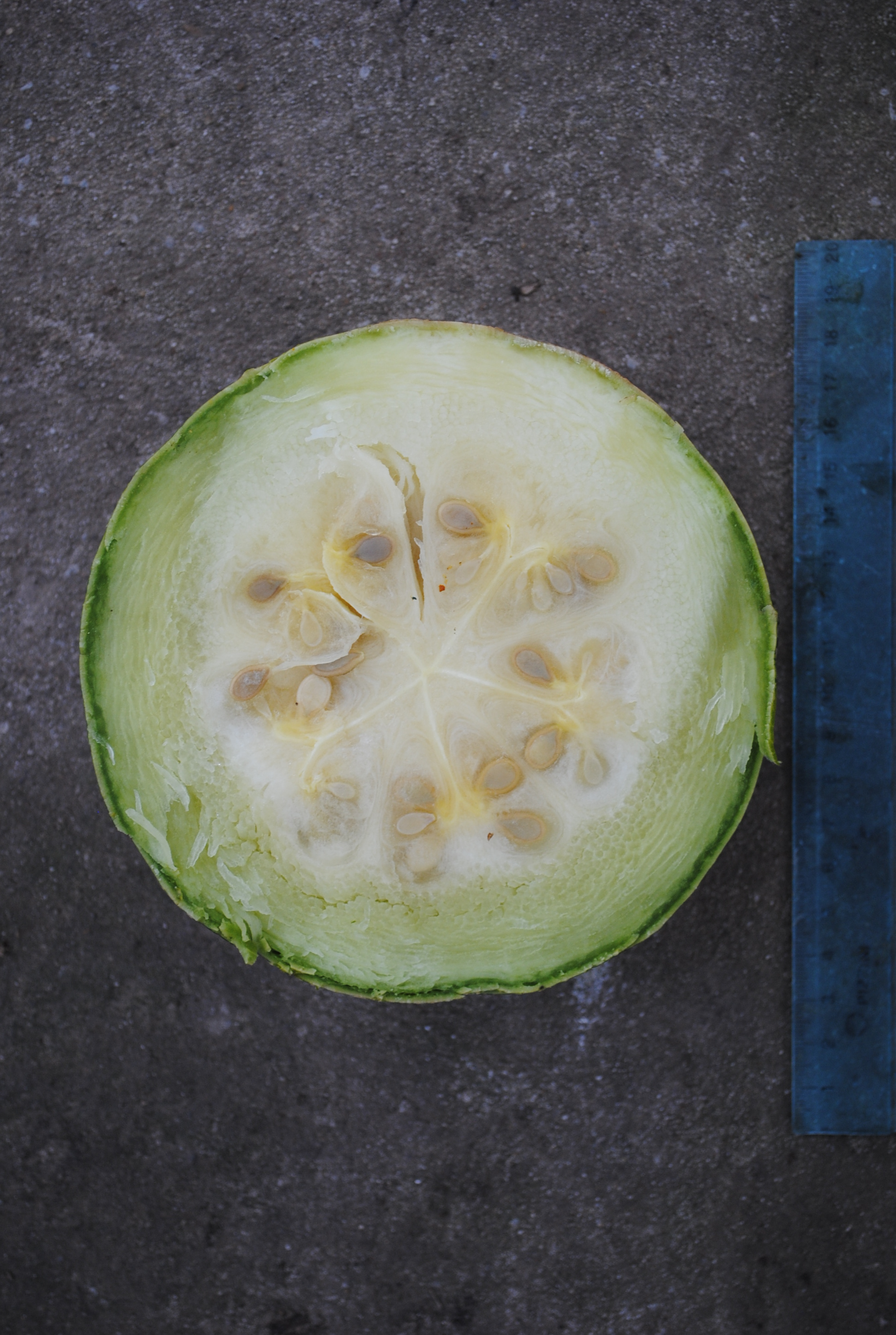
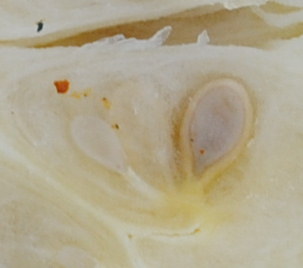